# Osvaldo Guidi
Osvaldo Oreste Guidi (Máximo Paz, 10 marzo 1964 – Buenos Aires, 17 ottobre 2011) è stato un attore, drammaturgo e regista teatrale argentino.
Attore molto popolare in Argentina, era noto a livello internazionale principalmente come interprete di telenovelas sudamericane.
(Osvaldo Guidi)

## Biografia
Di origini italiane, Osvaldo Guidi nacque a Máximo Paz, nella provincia di Santa Fe (Argentina) il 10 marzo 1964.
Studiò recitazione, tra gli altri, con Agustín Alezzo, Lito Cruz, Augusto Fernández, Carlos Gandolfo, e Alberto Ure.
Nel 1991, recitò al fianco di Andrea del Boca nella telenovela Celeste, dove interpretò il ruolo di un malato terminale di AIDS, che gli valse il prestigioso Premio Martín Fierro nel 1993.
Nel 1994, interpretò il ruolo di Amancio nella telenovela Milagros e si aggiudicò per questo il Premio Ángel de Plata come miglior attore televisivo.
Tra le altre produzioni a cui partecipò, si ricordano Ribelle (1989), Antonella (1992), Muñeca brava (1998).
Osvaldo Guidi si tolse la vita nel pomeriggio del 17 ottobre 2011, impiccandosi nella scuola di recitazione da lui diretta al nr. 359 di Riobamba, nel Barrio de Congreso, a Buenos Aires. Aveva 47 anni.

## Filmografia

### Film
- Contragolpe (1979)
- Canción de Buenos Aires (1980)
- Plata dulce (1982)
- Tango (1998)
- Apariencias, regia di Alberto Lecchi (2000)
- Sin reserva (2000)
- Peligrosa obsesión (2004)

### Televisione
- Stellina (Estrellita mía) (1987)
- La bonita página (1988)
- De carne somos (1988)
- Ribelle; altro titolo: Marina (Rebelde) (1989)
- Chiquilina mía (1991)
- Celeste (1991)
- Antonella (1992)
- Zona de riesgo (1993)
- Casi todo casi nada (1993)
- Milagros (Màs allà del horizonte) (1993)
- Senza peccato (Con alma de tango) (1994)
- Poliladron (1995)
- Muñeca brava (1998)
- Primicias (2000)
- Amor latino (2000)
- Infieles (2002)
- Resistiré (2003)
- Costumbres argentinas (2003)
- La niñera (2004)
- Amor mío (2005)
- Se dice amor (2005)

## Teatro[11]

### Autore e regista
- Ibseniana
- Tango mortal
- Milonga de ángeles
- Sexo necesidad maldita
- Yepeto

### Attore
- Feizbuk Stars
- Escoria
- Partes iguales
- Ibseniana
- Cyrano de Bergerac
- Volpone y el zorro
- Scapino
- Tango mortal
- Milonga de ángeles
- Sexo necesidad maldita

## Riconoscimenti
- Premio Martín Fierro
  - 1993 – Sebastiano in Celeste
- Premio Ángel de Plata
  - 1994 – Miglior attore televisivo

## Doppiatori italiani
Osvaldo Guidi è stato doppiato da:
- Paolo Marchese in Celeste
- Santo Versace in Antonella[16]